# Filar i podpora prawdy
Filar i podpora prawdy. Próba teodycei prawosławnej w dwunastu listach (ros. Столп и утверждение истины) – praca magisterska Pawła Fłorienskiego,  która została rozbudowana i wydana w 1914 roku.

## Treść
Jest to szereg rozpraw filozoficznych i teologicznych poświęconych rozmaitym tematom, od problemu sceptycyzmu, przez dogmaty wiary chrześcijańskiej, filozoficzną analizę sprzeczności, aż po zagadnienia przyjaźni i zazdrości. Fłorienski udowadnia, że prawda możliwa jest tylko wtedy, gdy istnieje Bóg, a warunkiem przyjęcia prawdy jest miłość, wyrzeczenie się samego siebie i życie we wspólnocie miłości, czyli w Kościele.

## Recepcja książki
O książce wiele mówiono w całej kulturalnej Moskwie, a nakład książki pomimo wysokiej ceny szybko się wyczerpał. Gieorgij Fłorowski uważał pracę Filar i podpora Prawdy za najbardziej znaczący fakt rosyjskiego ruchu religijnego ostatnich czasów.

## Literatura
- Filar i podpora prawdy, przełożył Jacek Chmielewski, Warszawa: Wydawnictwo KR 2009.
- Justyna Kroczak: Pawła Florenskiego filozofia wszechjedności. Warszawa: Wydawnictwo IFiS PAN, 2015. ISBN 978-83-7683-116-9.
- Teresa Obolevitch: Filozofia rosyjskiego renesansu patrystycznego: o. Gieorgij Fłorowski, Włodzimierz Łosski i inni. Kraków: Copernicus Center Press, 2014. ISBN 978-83-7886-111-9.